# Jorge Martínez Boero

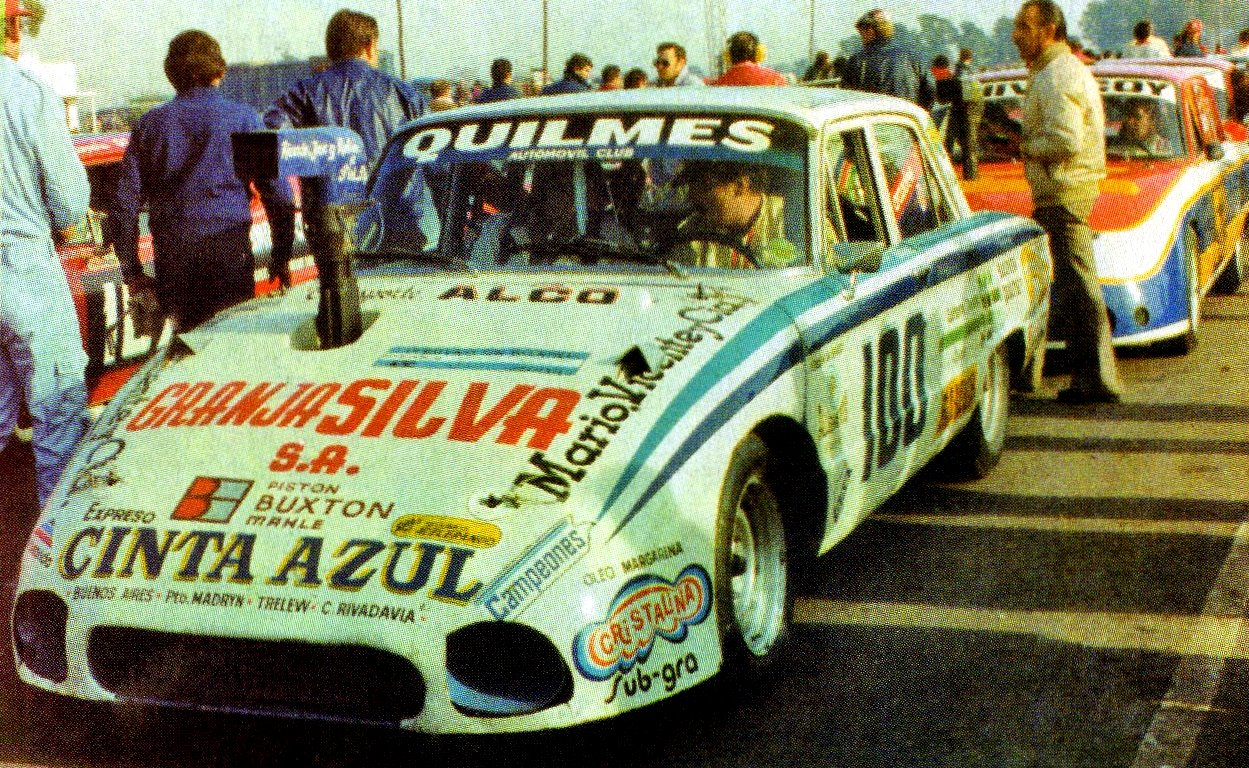
Falcon de Martínez Boero en 1982.

Jorge Martínez Boero (La Plata, 23 de mayo de 1937-San Carlos de Bolívar, Provincia de Buenos Aires, 11 de junio de 2004) fue un piloto argentino de automovilismo, reconocido por su trayectoria en el Turismo Carretera y por haberse consagrado campeón de dicha especialidad en el año 1982. A lo largo de su carrera, se destacó al comando de vehículos de las marcas Chevrolet y Ford, obteniendo 10 victorias con ambas marcas (dos para Chevrolet y ocho para Ford), pero llevándose su alegría máxima en 1982 al comando de un Ford Falcon. Debido a sus triunfos con su Chevy y Falcon, Martínez Boero ocupa un lugar destacado en la galería de valores del Turismo Carretera, como así también en las largas listas de referentes de Ford y Chevrolet, quienes supieron distinguirlo por sus victorias. Había debutado en TC en el año 1967 y obtuvo su primera victoria en 1974, con un Chevrolet.
Había nacido en La Plata sin embargo su deseo por competir lo llevó a la localidad de Bolívar, donde encontró el sitio ideal como para preparar sus coches de competición. Debido a su personalidad reservada y sin tantos ímpetus, fue apodado como El Gaucho de Bolívar, haciendo alusión a su ciudad de «orígen». Falleció el 11 de junio de 2004, en su Bolívar adoptiva, a los 67 años y luego de luchar contra una penosa enfermedad, producto de su adicción al tabaco.

## Logros en el TC

### Victorias
| Carrera nº | Fecha                    | Circuito                       | Marca           |
| ---------- | ------------------------ | ------------------------------ | --------------- |
| 550        | 25 de agosto de 1974     | Vuelta de Laboulaye            | Chevrolet Chevy |
| 552        | 22 de septiembre de 1974 | Vuelta de Bragado              | Chevrolet Chevy |
| 644        | 25 de octubre de 1981    | Vuelta de Necochea             | Ford Falcon     |
| 648        | 14 de marzo de 1982      | Vuelta de Tandil               | Ford Falcon     |
| 653        | 11 de julio de 1982      | Vuelta de San Miguel del Monte | Ford Falcon     |
| 658        | 10 de octubre de 1982    | Vuelta de Olavarría            | Ford Falcon     |
| 660        | 14 de noviembre de 1982  | Vuelta de San Miguel del Monte | Ford Falcon     |
| 663        | 12 de diciembre de 1982  | Autódromo de Buenos Aires      | Ford Falcon     |
| 681        | 1 de abril de 1984       | Vuelta de 25 de mayo           | Ford Falcon     |
| 697        | 9 de diciembre de 1984   | Necochea                       | Ford Falcon     |

- [1][2]

### Palmarés
| Título  | Especialidad      | Marca       | Año  |
| ------- | ----------------- | ----------- | ---- |
| Campeón | Turismo Carretera | Ford Falcon | 1982 |

## Vehículos utilizados a lo largo de su carrera
- Chevrolet Master: debutó con este vehículo en el año 1967, en pleno ocaso de la era de estos vehículos y en el crepúsculo de la era del Sport Prototipo en el Turismo Carretera. Su Chevrolet, en realidad, era una coupé reducida en tamaño ya que era de más baja altura que una coupé original. Este automóvil, se asemejaba mucho a la unidad conocida como La Coloradita, coupé Master que obtuviera el último título de TC para una coupé por parte del piloto Juan Manuel Bordeu.
- Chevrolet 400: con el adevenimiento de los modelos compactos, que compartían pista junto a los Sport Prototipos, Chevrolet presenta al Chevrolet 400 como la opción de la marca en modelos compactos. Jorge Martínez Boero adquiere una de estas unidades en el año 1970 y compitiendo hasta 1973 sin resultados relevantes.
- Chevrolet Chevy: estrenado en 1971, el Chevy fue la segunda opción puesta en pista por Chevrolet, siendo finalmente el único modelo que quedara homologado por ACTC hasta el día de hoy y también el más exitoso de la marca del moño. Tras competir casi sin éxito a bordo del Chevrolet 400, Martínez Boero pasa a conducir una coupé Chevy en 1974. Este mismo año y a bordo de esta unidad, consigue finalmente sus dos primeras alegrías al vencer en dos pruebas de ese calendario. Compitió hasta el año 1976, cuando debido a una desgracia familiar decidió retirarse de la actividad hasta el año 1981.
- Ford Falcon: estrenado en 1966, el Falcon es uno de los modelos más exitosos de Ford Motor en el Turismo Carretera y es el segundo vehículo con más títulos ganados en la categoría. En 1980, un grupo de personas afiliados al Quilmes Automóvil Club, decide adquirir un Falcon y proponerle a Martínez Boero su regreso a la actividad. Luego de superado el sinsabor que le generara el fallecimiento de una de sus hijas, el "Gaucho" regresa a las pistas con la marca que le daría la mayor cantidad de éxitos en su carrera deportiva. En 1982 con el QAC con preparación de José Miguel polaco Herceg, Mario Di Pietro y acompañante Tito Ballini consiguen como resultado final el Campeonato Argentino de TC del año '82. En 1983 y en su afán de defender su título de campeón, termina cediendo la corona a causa de no haber ganado en ninguna prueba, a pesar de haber superado en la tabla a Roberto Mouras. Por último, en 1984 finalizó su etapa con este automóvil, ganando las dos últimas carreras del calendario y sin poder doblegar el dominio ejercido por los Dodge GTX. Sus números finales fueron 8 victorias entre 1981 y 1984 y un campeonato en 1982.
- Dodge GTX: esta unidad, fue presentada por Chrysler a mediados de los años '70 y en la primera mitad de la década del '80 generó un amplio dominio de las acciones del TC, con Roberto Mouras y Oscar Castellano a la cabeza. Sabedor de que no podía hacer frente a este dominio, Martínez Boero responde con la misma arma en 1985, subiéndose a una GTX para poder reverdecer los laureles obtenidos en 1982. Lamentablemente, y luego de no obtener victorias en este año, resuelve retirarse definitivamente de las pistas a bordo de esta máquina.

## Legado de Martínez Boero
Tras su retiro del automovilismo, el apellido Martínez Boero resurgiría un tiempo más tarde dentro del deporte motor. Su hijo Jorge Andrés, siguió sus pasos como piloto de motociclismo, sin embargo perdió la vida mientras competía en la 1ª etapa del Rally Dakar de 2012, a 55 km de Necochea. Esta participación de Jorge Jr. tuvo como finalidad homenajear a su padre con motivo de cumplirse el 16 de diciembre de 2012 30 años de la obtención del título del popular "Gaucho de Bolívar". Asimismo, Rómulo Martínez Boero, sobrino de Jorge, compitió a nivel nacional en automovilismo, corriendo en las categorías Copa Fiesta y Top Race Junior. En la primera, consiguió consagrarse campeón del Torneo Apertura del año 2007, luego de disputar seis fechas y aventajando por dos puntos a Carlos Ortíz.